# Bob Rule
Robert Frank Rule, detto Bob (Riverside, 29 giugno 1944 – Riverside, 5 settembre 2019), è stato un cestista statunitense, professionista nella NBA.

## Carriera
È stato selezionata dai Seattle SuperSonics al secondo giro del Draft NBA 1967 (19ª scelta assoluta).

## Statistiche

### NBA

#### Regular Season
| Anno      | Squadra             | PG  | PT | MP   | TC%  | 3P% | TL%  | RP   | AP  | PRP | SP  | PP   |
| --------- | ------------------- | --- | -- | ---- | ---- | --- | ---- | ---- | --- | --- | --- | ---- |
| 1967-1968 | Seattle S.Sonics    | 82  | -  | 29,6 | 48,9 | -   | 65,8 | 9,5  | 1,2 | -   | -   | 18,1 |
| 1968-1969 | Seattle S.Sonics    | 82  | -  | 37,9 | 46,9 | -   | 68,2 | 11,5 | 1,7 | -   | -   | 24,0 |
| 1969-1970 | Seattle S.Sonics    | 80  | -  | 37,0 | 46,3 | -   | 71,4 | 10,3 | 1,8 | -   | -   | 24,6 |
| 1970-1971 | Seattle S.Sonics    | 4   | -  | 35,5 | 48,0 | -   | 83,3 | 11,5 | 1,8 | -   | -   | 29,8 |
| 1971-1972 | Seattle S.Sonics    | 16  | -  | 15,2 | 36,3 | -   | 53,5 | 3,4  | 0,4 | -   | -   | 7,1  |
| 1971-1972 | Philadelphia 76ers  | 60  | 53 | 33,1 | 44,5 | -   | 69,5 | 8,0  | 1,8 | -   | -   | 17,3 |
| 1972-1973 | Philadelphia 76ers  | 3   | 0  | 4,0  | 0,0  | -   | -    | 0,7  | 0,3 | 0,0 | 0,0 | 0,0  |
| 1972-1973 | Cleveland Cavaliers | 49  | -  | 9,0  | 38,2 | -   | 64,5 | 2,2  | 0,8 | -   | -   | 2,9  |
| 1973-1974 | Cleveland Cavaliers | 26  | -  | 20,8 | 39,6 | -   | 73,9 | 4,0  | 1,8 | 0,5 | 0,4 | 7,2  |
| 1974-1975 | Milwaukee Bucks     | 1   | -  | 11,0 | 0,0  | -   | -    | 0,0  | 2,0 | 0,0 | 0,0 | 0,0  |
| Carriera  | Carriera            | 403 | -  | 29,4 | 46,1 | -   | 68,6 | 8,3  | 1,5 | 0,4 | 0,4 | 17,4 |

## Palmarès
- NBA All-Rookie First Team (1968)
- NBA All-Star Game: 1

1970